# Paroecanthus optivus
Paroecanthus optivus är en insektsart som beskrevs av Otte, D. 2006. Paroecanthus optivus ingår i släktet Paroecanthus och familjen syrsor. Inga underarter finns listade i Catalogue of Life.